# Kirke Saaby Sogn
Kirke Saaby Sogn er et sogn i Lejre Provsti (Roskilde Stift).
I 1800-tallet var Kisserup Sogn anneks til Kirke Saaby Sogn. Begge sogne hørte til Voldborg Herred i Roskilde Amt. Saaby-Kisserup sognekommune blev ved kommunalreformen i 1970 indlemmet i Hvalsø Kommune, der ved strukturreformen i 2007 indgik i Lejre Kommune.
I Kirke Saaby Sogn ligger Kirke Saaby Kirke. Sognet er kendt for den karismatiske sognepræst Poul Joachim Stender.
I sognet findes følgende autoriserede stednavne:
- Abbetved (bebyggelse, ejerlav)
- Bjergskov (bebyggelse)
- Egstallebjerg (areal)
- Kirke Såby (bebyggelse, ejerlav)
- Kirkeskov (bebyggelse)
- Sandet (bebyggelse)
- Såby Huse (bebyggelse)
- Torkilstrup (bebyggelse, ejerlav)
- Vennelyst (bebyggelse)
- Vester Såby (bebyggelse, ejerlav)
- Åstrup (ejerlav, landbrugsejendom)
- Åstrup Lyng (bebyggelse)